# Aphanogryllacris solitaria
Aphanogryllacris solitaria är en insektsart som först beskrevs av Griffini 1918.  Aphanogryllacris solitaria ingår i släktet Aphanogryllacris och familjen Gryllacrididae. Inga underarter finns listade i Catalogue of Life.